# Alguns dies d'ahir
Alguns dies d'ahir és una pel·lícula catalana de 2022, dirigida per Kiko Ruiz Claverol i basada en l'obra de teatre homònima de Jordi Casanovas. Produïda pel Grup Focus i Televisió de Catalunya, es va estrenar el 30 de setembre de 2022 a TV3. Compta amb les interpretacions de Míriam Iscla, Abel Folk, Marta Ossó i Francesc Cuéllar. Està gravada originalment en català en una masia d'Alella.
El dia de l'estrena, la pel·lícula va ser seguida per 161.000 espectadors, cosa que va representar el 9,9% de quota de pantalla.

## Sinopsi
La història relata com viu una família els fets polítics del setembre i octubre del 2017. La mare, la Rosa, és una professora d'institut que durant aquestes setmanes viurà un procés de cura i redempció. El pare, en Jaume, s'implica en l'organització local del referèndum de l'1 d'octubre. La situació política posa en crisi la relació de la filla gran, la Laura, amb la seva parella, la Carla; mentre que el seu germà, en Jofre, veu el referèndum com un incentiu vital molt valuós.

## Repartiment
- Míriam Iscla: Rosa
- Abel Folk: Jaume
- Marta Ossó: Laura
- Francesc Cuéllar: Jofre